# Ismertem egy lányt / Szeretnék visszamenni hozzád
Az Ismertem egy lányt / Szeretnék visszamenni hozzád az Omega kislemeze 1968-ból. Utóbbi dalt külön vették fel a nagylemeztől, így némileg eltér az albumverziótól.

## Megjelenések
- 1968 SP
- 1984 Legendás kislemezek LP (csak az A)
- 1992 Az Omega összes kislemeze 1967–1971 CD
- 2003 Trombitás Frédi és a rettenetes emberek CD – bónuszdalok (csak az A)
- 2011 Kiabálj, énekelj! CD (csak a B)

## Dalok
A: Ismertem egy lányt (Presser Gábor – Adamis Anna)
B: Szeretnék visszamenni hozzád (Presser Gábor – Adamis Anna)

## Az együttes tagjai
- Benkő László – billentyűs hangszerek, vokál
- Kóbor János – ének, ritmusgitár
- Laux József – dob, ütőhangszerek
- Mihály Tamás – basszusgitár, vokál
- Molnár György – gitár
- Presser Gábor – billentyűs hangszerek, vokál